# Gary Stewart (countrymuzikant)
Gary Stewart, (Jenkins, 28 mei 1944 - Fort Pierce, 16 december 2003), was een Amerikaanse countryzanger en tekstdichter.

## Jeugd
Gary R. Stewart werd geboren als zoon van Georg en Georgia Stewart. Zijn vader was mijnwerker. In 1959 werd deze tijdens werkzaamheden zwaar gewond, waarop de familie verhuisde naar Fort Pierce.
Hij leerde gitaar en piano spelen en begon met lokale bands op te treden en schreef al vroeg zijn eigen liedjes. Op 17-jarige leeftijd trouwde hij met Mary Lou Taylor en begon overdag te werken in een vliegtuigfabriek. 's Nachts speelde hij met country- en rockbands. Tijdens een optreden in Okeechobee leerde hij de zanger Mel Tillis kennen, die hem adviseerde om naar Nashville te gaan om zijn songs op te nemen, dat hij deed bij het kleine label Cory. Ook begon hij met de politieman Bill Eldridge nieuwe stukken te schrijven, waaronder de countryhit Poor Red Georgia Dirt van Stonewall Jackson. Nadat hij in 1968 een platencontract had gekregen bij Kapp Records, publiceerde hij een paar opnamen, die echter slecht verkochten. Desondanks kon hij enkele successen boeken als tekstschrijver, zoals She Goes Walking Through My Mind, Traces of a Woman en It's Time To Love Her van Billy Walker, You Can't Housebreak a Tomcat en It Takes Me All Night Long van Cal Smiths en See Thang And Cisco van Nat Stuckey. Hij speelde zelfs een tijdlang piano in Charley Prides band The Pridesmen en is ook te horen op het live-dubbelalbum In Person. Omdat hij zelf geen succes in Nashville had, keerde hij terug naar Florida en speelde weer in kleine clubs en bars.

## Carrière
Stewarts contracten met Kapp Records en later met Decca Records werden spoedig beëindigd. Desondanks kwamen een paar demotapes terecht bij de producent, die Jerry Bradley ervan overtuigden om Stewart te contracteren bij RCA Records. Hij ging in 1973 weer terug naar Nashville en nam daar een coverversie op van Ramblin' Man van The Allman Brothers Band. Beide broers waren bevriend met Stewart. De song haalde echter slechts de 63e plaats in de Amerikaanse countryhitlijst. In 1974 scoorde hij uiteindelijk met Drinkin' Thing zijn eerste top 10-hit. Tijdens het daaropvolgende jaar publiceerde hij zijn eerste album Out of Hand. De singles Out of Hand en She's Actin' Single (I'm Drinkin' Doubles) bereikten resp. de 4e en de 1e plaats.
Out of Hand haalde de 6e plaats in de countryhitlijst en is een van de meest geprezen country-albums van de jaren 1970. Het album kreeg veel positieve kritieken van muziekcritici en magazines, waaronder Rolling Stone en de All Music Guide.
MCA publiceerde daarop zijn oude demo's van Kapp Records en belandde met de single You're Not The Woman You Used to Be op de 15e plaats. De rest van de jaren 1970 publiceerde hij minder succesvolle albums voor RCA Records en toerde hij met zijn band The Honky Tonk Liberation Army. In 1976 publiceerde hij Steppin' Out, in 1977 Your Place of Mine (met als gasten Nicolette Larson, Emmylou Harris en Rodney Crowell) en in 1978 Little Junior. De singles bezorgden hem enkele top 40-successen.
Ofschoon zijn albums uit de jaren 1970 door de pers als goed werden beoordeeld en hij een trouwe fanschare had, kon hij echter nooit een breed publiek aanspreken. In 1980 publiceerde hij de door de Chips Moman geproduceerde plaat Cactus And a Rose met Gregg Allman, Dickey Betts, Mike Lawler en Bonnie Bramlett als gasten. Het album werd niet vaak op de radio gespeeld, zodat RCA Gary samen met Dean Dillon een duetalbum liet opnemen.
Tijdens de jaren 1980 kreeg zijn alcohol- en drugsprobleem de overhand, zodat creatief werken een probleem werd. Een verdere noodlottigheid was de zelfmoord van zijn zoon Gary Joseph Stewart. In 1988 tekende hij een contract bij HighTone en nam daar drie albums op, met songs als An Empty Glass (That's the Way the Day Ends) (van Stewart en Dillon), Let's Go Junkin' (van Stewart en Betts) en Brand New Whiskey (van Stewart en zijn vrouw).
De meeste tijd van de jaren 1990 toerde hij door de Verenigde Staten. In 2003 publiceerde hij dan ook een in het Billy Bob's Texas opgenomen livealbum, hetgeen zijn eerste album sinds tien jaren en zijn eerste livealbum zou zijn.

## Privéleven en overlijden
Op 26 november 2003, een dag voor Thanksgiving Day, overleed zijn echtgenote aan de gevolgen van een longontsteking. Stewart annuleerde daarop alle concerten. Naaste verwanten zagen een droevige en zeer moedeloze man. De vriend van zijn dochter en Bill Hardman vonden hem uiteindelijk op 16 december dood in zijn huis. Hij overleed aan de gevolgen van een schotwond in de hals, die hij zichzelf had toegebracht.

## Discografie

### Singles
- 1973: Ramblin' Man
- 1974: Drinkin' Thing
- 1974: Out of Hand
- 1975: She's Actin' Singles (I'm Drinkin' Doubles)
- 1975: You're Not the Woman You Use to Be
- 1975: Flat Natural Born Good-Timin' Man
- 1976: Oh, Sweet Temptation
- 1976: In Some Room Above the Street
- 1976: Your Place or Mine
- 1977: Ten Years of This
- 1977: Quits
- 1978: Whiskey Trip
- 1978: Single Again
- 1978: Stone Wall (Around Your Heart)
- 1979: Shady Streets
- 1979: Mazelle
- 1980: Cactus and a Rose
- 1980: Are We Dreamin' the Same Dream/Roarin'
- 1981: Let's Forget That We're Married
- 1981: She's Got a Drinking Problem
- 1982: Brotherly Love
- 1982: She Sings Amazing Grace
- 1983: Those Were the Days
- 1983: Smokin' in the Rockies
- 1984: Hey, Bottle of Whiskey
- 1984: I Got a Bad Attitude
- 1988: Brand New Whiskey
- 1989: An Empty Glass (That's the Way the Day Ends)
- 1989: Rainin', Rainin', Rainin'

### Albums
- 1975: Out of Hand
- 1975: You're Not the Woman You Used to Be
- 1976: Steppin' Out
- 1977: Your Place or Mine
- 1978: Little Junior
- 1979: Gary
- 1980: Cactus and a Rose
- 1982: Brotherly Love met Dean Dillon
- 1982: Those Were the Days met Dean Dillon
- 1988: Brand New
- 1990: Battleground
- 1993: I'm a Texan
- 2003: Live at Billy Bob's

- Biblioteca Nacional de España: XX871384
- Bibliothèque nationale de France: cb13943459f (data)
- International Standard Name Identifier: 0000 0000 8182 8766
- Library of Congress Control Number: n94053617
- MusicBrainz: cc8337c4-2e82-4392-9b56-1283fb0a6015
- SNAC: w62b8zgs
- Virtual International Authority File: 114605479
- WorldCat: E39PBJxrQDbRdvx8X6CVD9QH4q